# Rhododendron dasypetalum
Rhododendron dasypetalum är en ljungväxtart som beskrevs av I. B. Balf och Forrest. Rhododendron dasypetalum ingår i släktet rododendron, och familjen ljungväxter. Inga underarter finns listade i Catalogue of Life.